# Рижский пассажирский порт

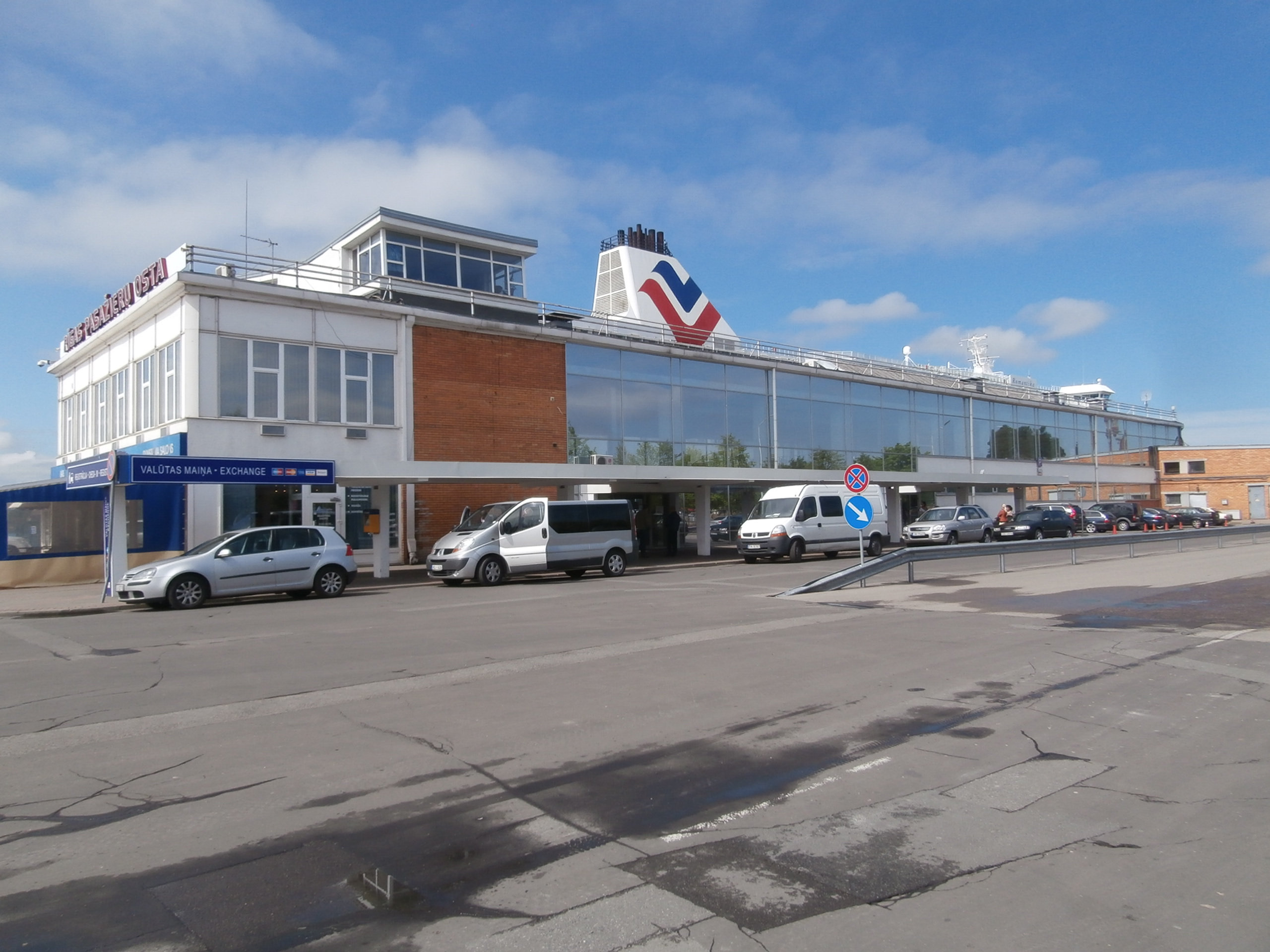
Труба круизного парома «Романтика» над зданием рижского пассажирского порта

Рижский пассажирский порт (латыш. Rīgas pasažieru osta) — крупнейший терминал морского пассажирского транспорта в Риге и Латвии. Предоставляет услуги государственных и частных пассажирских перевозок по морю.

## История
Рижский пассажирский порт был построен в 1965 году. Первоначальная основная идея здания была открыть окрестность через архитектурное решение дома, просторные стеклянные поверхности, которые чередуются с отдельными пластинами из желтоватого облицовочного кирпича. Однако основная идея здания не была выполнена, потому что не соответствовала масштабу окрестностей, а также облицовочные материалы и форма здания слишком простая, по сравнению с дизайном морских кораблей.
С 1995 года функции рижского пассажирского порта стали: пассажирские суда и паромное сообщение, порт и другие услуги, грузовые таможенные декларации, услуги общественного питания, оптовой и розничной торговли, брокерские и складские услуги.

## Статистика
| Год  | Пассажиры |
| ---- | --------- |
| 1990 | 38 100    |
| 1991 | 21 900    |
| 1992 | 84 000    |
| 1993 | 146 300   |
| 1994 | 80 200    |
| 1995 | 98 200    |
| 1996 | 33 500    |
| 1997 | 60 900    |
| 1998 | 100 800   |
| 1999 | 75 100    |

| Год  | Пассажиры |
| ---- | --------- |
| 2000 | 60 600    |
| 2001 | 51 100    |
| 2002 | 156 800   |
| 2003 | 278 000   |
| 2004 | 229 400   |
| 2005 | 195 200   |
| 2006 | 246 900   |
| 2007 | 441 914   |
| 2008 | 503 594   |
| 2009 | 691 200   |

| Год  | Пассажиры |
| ---- | --------- |
| 2010 | 764 000   |
| 2011 | 839 700   |
| 2012 | 814 755   |
| 2013 | 837 665   |
| 2014 | 737 865   |
| 2015 | 526 243   |
| 2016 | 581 577   |
| 2017 |           |
| 2018 |           |

## Маршруты
- Рига — Стокгольм (каждый день, Tallink)